# یاروشوویتس
یاروشوویتس (به لاتین: Jaroszowiec) یک روستا در لهستان است که در گمینا کلوچه واقع شده‌است. یاروشوویتس ۱٬۷۰۰ نفر جمعیت دارد.